# Statue de Saint-Maurice (Soultz-Haut-Rhin)
La statue de Saint-Maurice est un monument historique situé à Soultz-Haut-Rhin, dans le département français du Haut-Rhin.

## Localisation
Cette œuvre est située au 63, rue Lattre-de-Tassigny à Soultz-Haut-Rhin.

## Historique
L'édifice fait l'objet d'une inscription au titre des monuments historiques depuis 1931.